# Gliese 532
Gliese 532 (ook wel HIP 67691 of HD 234078) is een oranje dwerg met een spectraalklasse van K7V. De ster bevindt zich 46,50 lichtjaar van de zon en beweegt zich met een snelheid van 54 km/s ten opzichte van de zon.